# Carl Gunnarsson
Carl Gunnarsson (Örebro, 9. studenog 1986.) švedski je igrač hokeja na ledu.
Trenutno igra za američki klub St. Louis Blues u NHL-u. 

## Međunarodna karijera
Gunnarsson je 2004. debitirao za Švedsku reprezentaciju na IIHF Svjetskom prvenstvu za mlađe od 18 godina. Zaigrao je u 6 utakmica te nije zabio niti jedan gol. Kasnije je u svojoj karijeri igrao za Švedsku na tri Svjetska prvenstva pomognuvši svom timu da osvoji tri medalje (1 srebro i 2 bronce).